# ウサナコン・ゴーキャットジム
ウサナコン・ゴーキャットジム（Usanakorn Kokietgym、女性、1987年12月31日 - ）は、タイのプロボクサー。ナコーンラーチャシーマー県出身。スタイルはサウスポー。元WBC女子世界スーパーフライ級暫定王者。第6代WBC女子世界バンタム級王者。元WBC女子世界バンタム級シルバー王者。ウサナコーン・ゴーキェットジムなどの表記も見られる。

## 来歴
2008年7月16日、パッタルン県で董小娟とPABA女子スーパーフライ級王座決定戦を行い、6回KO勝ちを収めデビュー戦を制しての王座獲得に成功した。
2009年2月13日、バンコクで予定されていた正規王座の防衛戦を柳明玉が欠場したことに伴い藤本りえとWBC女子世界スーパーフライ級暫定王座決定戦を行うよう指令が出たが、ウサナコンがデング熱を患った為、試合は延期となった。
2009年3月2日、パンガー県で延期された暫定王座決定戦を行い、4回KO勝ちを収め王座獲得に成功した。
2009年6月13日、メキシコシティで正規王者のアナ・マリア・トーレスと王座統一戦を行い、プロ初黒星となる0-3の判定負けを喫し王座統一に失敗、僅か3ヵ月で王座から陥落し、暫定王座は正規王座に吸収される形で消滅した。
2009年10月5日、ナコーンラーチャシーマー県でWBC女子世界バンタム級王者ガリーナ・コレヴァ・イヴァノヴァと対戦し、3-0の判定勝ちを収め2階級制覇を達成した。
2010年7月29日、ナコーンラーチャシーマー県で全英貞と対戦し、8回1分12秒TKO勝ちを収め初防衛に成功した。
2011年10月4日、ナコーンラーチャシーマー県のワット・バーン・ライで董小娟と対戦し、3回1分50秒TKO勝ちを収め2度目の防衛に成功した。
2012年7月23日、オーストラリアビクトリア州フレミントンのザ・メルボルン・パビリオンでスージー・ラマダンと対戦し、0-3の判定負けを喫し3度目の防衛に失敗、王座から陥落した。
2012年10月4日、ナコーンラーチャシーマー県のワット・バーン・ライで盧潤とWBC女子世界バンタム級シルバー王座決定戦を行い、2回1分11秒TKO勝ちを収め王座獲得に成功した。
2013年3月8日、スラートターニー県キエンサー郡でマナオーワン・シッサイトーンと対戦し、初回KO勝ちを収めた。

## 戦績
- 17戦15勝（14KO）2敗

## 獲得タイトル
- PABA女子スーパーフライ級王座
- WBC女子世界スーパーフライ級暫定王座
- WBC女子世界バンタム級王座
- WBC女子世界バンタム級シルバー王座